# رواتی (اوبرنوواتس)
رواتی (به صربی: Rvati) یک منطقهٔ مسکونی در صربستان است که در اوبرنوواتس واقع شده‌است. رواتی ۱٫۲۱ کیلومتر مربع مساحت و ۲٬۱۲۹ نفر جمعیت دارد و ۷۱ متر بالاتر از سطح دریا واقع شده‌است.